# Циклогептанон
Циклогептанон (суберон) — бесцветная жидкость с запахом мяты, представитель класса циклических кетонов.
Исторически первым способом получения циклогептанона была сухая перегонка при температуре 180 ºС кальциевой соли пробковой (субериновой) кислоты (C8H14O4), благодяря чему этот кетон и получил свое тривиальное название — суберон:
В лабораторной практике при синтезе суберона обычно исходят из доступного циклогексанона. Применяется как одностадийный синтез расширением кольца циклогексанона обработкой диазометаном (выход 33–36%), так и четырехстадийный, в котором на первой стадии проводится конденсация циклогексанона с нитрометаном, образовавшийся 1-(нитрометил)циклогексанол восстанавливают водородом на никеле Ренея до 1-(аминометил)циклогексанола, последующее диазотирование которого ведет к суберону с выходом в 40–42%.

## Реакционная способность и применение
Циклогептанон может использоваться для синтеза других соединений циклогептанового ряда. При мягком восстановлении он образует циклогептанол (C7H13OH) или субероновый спирт, при жёстком — циклогептан. Действие амальгамированного алюминия на суберон приводит к образованию соответствующего пинакона. Окисление суберона азотной кислотой ведет к расщеплению кольца с образованием пимелиновой кислоты.